# Рвы (посёлок станции, Тульская область)
Рвы — поселок станции входит в городской округ город Тула Тульской области в составе Привокзального территориального округа.

## География
Находится в центральной части Тульской области на расстоянии приблизительно 11 км на юг-юго-запад по прямой от Московского вокзала города Тула.

## История
Станция Рвы Туло-Лихвинской узкоколейной железной дороги была открыта в 1905 году. В 1926 году здесь было учтено 4 двора. В 1996 году по железной дороге прекратилось движение, и она была разобрана. До 2014 года поселок входил в Иншинское сельское поселение Ленинского района до их упразднения.

## Население
Постоянное население составляло 17 человек (1926 год), 4 (русские 100 %) в 2002 году, 10 в 2010.